# Nagano
Nagano (長野市?, Nagano-shi, lett. "Città di Nagano") è una città del Giappone, capoluogo dell'omonima prefettura, situata nell'isola di Honshū, alla confluenza dei fiumi Chikuma e Sai.

## Geografia
Nel 2019 ha una popolazione di 370 632 abitanti con una densità di 440 abitanti/km². La superficie totale è di 737,86 km².

## Storia

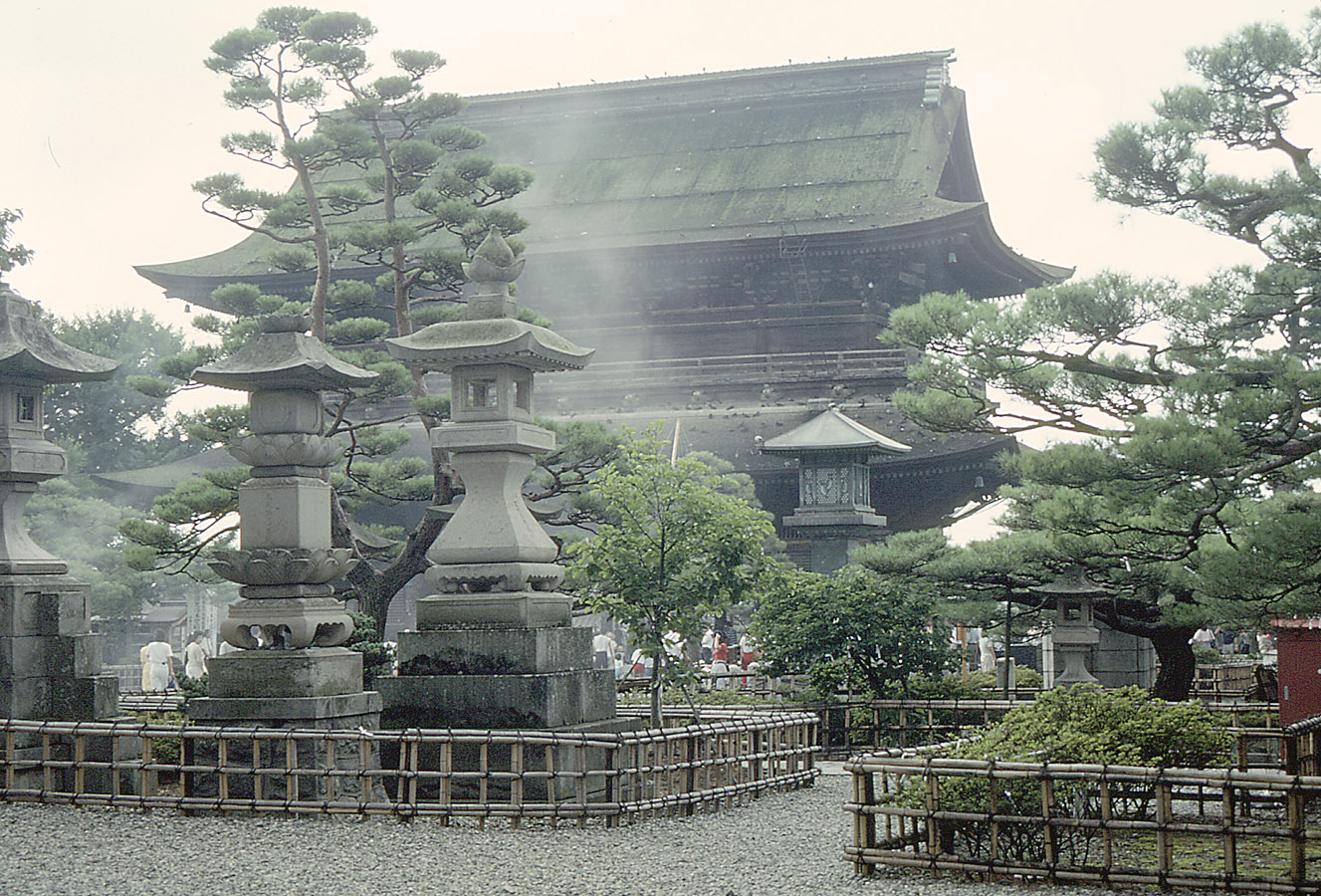
Il tempio Zenkō-ji

La città è stata fondata il 1º aprile 1897. Originariamente Nagano era una piccola città costruita attorno al famoso tempio buddhista del VII secolo, lo Zenkō-ji. Nagano ha ospitato i XVIII Giochi olimpici invernali e i VII Giochi paralimpici invernali.

## Infrastrutture e trasporti
Il trasporto della città è organizzato attorno alla stazione di Nagano, principale scalo ferroviario della città che sorge lungo la linea Hokuriku Shinkansen e che unisce la stazione di Tokyo a quella di Kanazawa. La percorrenza da Tokyo è 80 minuti (tramite Shinkansen Kagayaki, che è il collegamento più diretto). Fra le altre linee passanti si hanno la linea Iiyama, la linea principale Shin'etsu e le Ferrovie Shinano. Una compagnia secondaria, la Ferrovia Elettrica di Shinano, gestisce una linea locale che corre in sotterranea per alcune stazioni nel centro della città.
L'aeroporto più vicino è quello di Matsumoto, raggiungibile in circa 70 minuti di bus.